# Kota Baru (Sama Dua)
Kota Baru is een bestuurslaag in het regentschap Aceh Selatan van de provincie Atjeh, Indonesië. Kota Baru telt 380 inwoners (volkstelling 2010).